# Copa América 2027 (regata)
La Copa América 2027 será la edición número 38 de la Copa América de vela. Se disputará en 2027 en Nápoles, Italia.

## Participantes

### Defensor
No habrá Defender Selection Series, ya que el equipo Team New Zealand es el elegido por el club defensor, el Real Escuadrón de Yates de Nueva Zelanda, para competir.
| Equipo           | Club                                     | Pabellón      | Patrón |
| ---------------- | ---------------------------------------- | ------------- | ------ |
| Team New Zealand | Real Escuadrón de Yates de Nueva Zelanda | Nueva Zelanda |        |

### Retadores
Tras finalizar la 37.ª edición, el Real Escuadrón de Yates anunció que desafiaba al vencedor, convirtiéndose en el Challenger of Record para la 38.ª edición. También anunció que el equipo que le representará sería el INEOS Britannia.
| Equipo        | Club                    | Pabellón    |
| ------------- | ----------------------- | ----------- |
| INEOS Team UK | Real Escuadrón de Yates | Reino Unido |